# Ferdinand I al Leonului și Castiliei
Ferdinand I (n. 1016, Navarra, Spania – d. 27 decembrie 1065, León, Castilia și León, Spania), numit și cel Mare, a fost Contele Castiliei de la moartea unchiului său în 1029 și rege al Leonului după ce l-a învins pe cumnatul său în 1037. Potrivit tradiției, el a fost primul care avea să fie încoronat Împărat al Spaniei (1056) iar moștenitorii săi au dus tradiția mai departe. A fost fiul cel tânăr al lui Sancho al III-lea de Navara și primarul Castiliei, iar prin voia tatălui său, a recunoscut supremația fratelui său mai mare, Garcia Sanchez al III-lea de Navara. În timp ce Ferdinand a inaugurat domnia dinastiei Jimenez Navareza peste vestul Spaniei, înălțarea sa printre conducătorii creștini din peninsulă a schimbat locul de putere și cultura spre vest, după mai mult de un secol de declin. 
Pe 15 septembrie 1054, Ferdinant l-a învins pe fratele său mai mare, Garcia, în bătălia de la Atapuerca și a redus Navara la stat vasal sub fratele său mai tânăr, Sancho al IV-lea de Navara. Deși Navara la acea vreme includea teritoriile castiliene Álava și La Rioja, Ferdinand a cerut doar cedarea teritoriului Bureba. În următorii zece ani, el a extins treptat controlul asupra mai multor teritorii de vest din Navara în detrimentul lui Sancho al IV-lea, deși acest lucru a fost realizat în mod pașnic. 
După ce a devenit bolnav în timpul asediului de la Valencia și a bătăliei de la Paterna, Ferdinand a murit pe 24 decembrie 1065, în Leon, cu multe manifestări de evlavie arzătoare, punându-și deoparte coroana și mantaua regală și fiind îmbrăcat în haine de călugăr. Conform voinței sale, Ferdinand a împărțit regatul între cei trei fii ai săi: cel mai mare, Sancho, a primit Castilia, al doilea, Alfono a primit Leonul, iar cel mic a primit Galicia. Cele două fiice ale lui Ferdinand au primit fiecare orașe:  Elvira a primit Toro și Urraca a primit Zamora. Prin oferirea acestor teritorii, el și-a exprimat dorința ca aceștia să respecte ultimele sale dorințe și să respecte ruptura. Cu toate acestea, la scurt timp după moartea sa, Sancho și Alfonso s-au întors împotriva lui Garcia și l-au învins. Apoi, cei doi s-au luptat reciproc, iar victoriosul Sancho a reunit posesiunile tatălui lor sub conducerea sa în 1072.

## Sursă
- López Ortiz, José. "Las ideas imperiales en el medioevo español". Escorial, 6 (1942): 43–70.
- Martínez Díez, Gonzalo. Sancho III el Mayor: Rey de Pamplona, Rex Ibericus. Madrid: Marcial Pons Historia, 2007.
- Pérez de Urbel, Justo. "La división del reino por Sancho el Mayor." Hispania, 14, 54 (1954): 3–26.
- Menéndez Pidal, Ramón. La España del Cid, 2 vols. Madrid: Editorial Plutarco, 1929.
- Reilly, Bernard F. The Kingdom of León-Castilla under King Alfonso VI, 1065–1109. Princeton: Princeton University Press, 1988.